# Charles Salatka
Charles Alexander Salatka (* 26. Februar 1918 in Grand Rapids, Michigan, USA; † 17. März 2003 in Oklahoma City) war ein US-amerikanischer Geistlicher und römisch-katholischer Erzbischof von Oklahoma City.

## Leben
Charles Salatka wuchs als eines von fünf Kindern einer litauischen Einwandererfamilie auf. Nach dem Studium der Katholischen Theologie empfing er am 24. Februar 1945 die Priesterweihe.
Am 11. Dezember 1961 ernannte ihn Papst Johannes XXIII. zum Weihbischof im Bistum Grand Rapids und zum Titularbischof von Cariana. Die Bischofsweihe spendete ihm der Apostolische Delegat in den USA, Erzbischof Egidio Vagnozzi, am 6. März des Folgejahres. Mitkonsekratoren waren der Bischof von Grand Rapids, Allen James Babcock, und der Bischof von Marquette, Thomas Lawrence Noa. Er war damit der erste Bischof litauischer Herkunft in den USA.
Als Weihbischof nahm er an allen vier Sitzungsperioden des Zweiten Vatikanischen Konzils teil. Papst Paul VI. ernannte ihn am 5. Januar 1968 zum Bischof von Marquette; die Amtseinführung folgte am 25. März desselben Jahres.
Am 27. September 1977 wurde er von Papst Paul VI. zum Erzbischof von Oklahoma City ernannt und am 15. Dezember in dieses Amt eingeführt. Salatka, der als Einwandererkind die Weltwirtschaftskrise miterlebt hatte, wandte sich mit besonderem Engagement karitativen Initiativen und der Seelsorge an den hispanischen und vietnamesischen Einwanderern in seinem Erzbistum zu. Im Alter von 68 Jahren begann er, die spanische Sprache zu erlernen, um die Heilige Messe für die Immigranten in deren Muttersprache feiern zu können. Salatka holte die geistliche Erneuerungsbewegung RENEW in seine Erzdiözese und förderte die Ausrichtung des ersten multikulturellen Festivals der Erzdiözese in Oklahoma City, an dem im Jahr 1992 mehrere tausend Gläubige teilnahmen.
Am 24. November 1992 nahm Papst Johannes Paul II. Salatkas Rücktrittsgesuch vom Amt des Erzbischofs von Oklahoma City an. Seinen Ruhestand verbrachte er in einem Seniorenzentrum in Oklahoma City, wo er auch starb.